# Cicha Woda (dopływ Odry)
Cicha Woda – rzeka, lewy dopływ Odry o długości 57,31 km i powierzchni dorzecza 348 km². 
Płynie przez Wysoczyznę Średzką w województwie dolnośląskim. Wypływa koło wsi Goczałków na Wzgórzach Strzegomskich na północ od Strzegomia na wys. 240 m n.p.m. Przepływa przez Piekary, Budziszów Wielki, Budziszów Mały, Dzierżkowice, Tyniec Legnicki, Ruję, Lasowice, Kawice, a do Odry wpływa powyżej ujścia Kaczawy – naprzeciw Lubiąża. Jednym z jej dopływów jest Czerniec.